# Bahía Ferguson
Bahía Ferguson es una pequeña ensenada de la isla Thule (o Morrell) del grupo Tule del Sur en las islas Sandwich del Sur. Se encuentra en la costa sur de la península Corbeta Uruguay, entre la punta Hewison y la punta Herd.

## Historia y características
Se caracteriza por ser el único lugar seguro de anclaje en dichas islas, y por no estar bloqueada de hielos entre los meses de febrero y abril.
Fue aquí donde la Armada Argentina creó la Base Corbeta Uruguay, siendo el único asentamiento humano permanente en todas las Islas Sandwich del Sur. Dicha base funcionó entre noviembre de 1976 y junio de 1982, cuando las fuerzas militares británicas invadieron las Sandwich del Sur y pusieron fin a la presencia argentina en la isla Morrell. El refugio Teniente Esquivel y la baliza Gobernación Marítima de Tierra del Fuego se hallan cerca de las costas de la bahía desde 1955.
Durante el funcionamiento de la base argentina, se estudió el estado de los hielos de la bahía.
Debe su nombre a la empresa escocesa Ferguson Brothers, constructora del buque británico RRS Discovery II. La bahía fue cartografiada por la expedición británica Investigaciones Discovery en 1930 y por la Armada Argentina.
Como el resto de las Sandwich del Sur, la isla no está ni habitada ni ocupada, y es reclamada por el Reino Unido que la hace parte del territorio británico de ultramar de las Islas Georgias del Sur y Sandwich del Sur, y por la República Argentina, que la hace parte del departamento Islas del Atlántico Sur dentro de la provincia de Tierra del Fuego, Antártida e Islas del Atlántico Sur.